# Eriostemon hispidulus
Eriostemon hispidulus là một loài thực vật có hoa trong họ Cửu lý hương. Loài này được Sieber ex Spreng. mô tả khoa học đầu tiên năm 1827.